# Хангвилер
Хангвилер (фр. Hangviller) насеље је и општина у североисточној Француској у региону Лорена, у департману Мозел која припада префектури Сарбур.
По подацима из 2011. године у општини је живело 283 становника, а густина насељености је износила 62,61 становника/km². Општина се простире на површини од 4,52 km². Налази се на средњој надморској висини од 250 метара (максималној 302 m, а минималној 217 m).

## Демографија
| 1962. | 1968. | 1975. | 1982. | 1990. | 1999. | 2011. |
| ----- | ----- | ----- | ----- | ----- | ----- | ----- |
| 319   | 354   | 336   | 304   | 287   | 286   | 283   |

График промене броја становника у току последњих година